# Weißbauch-Bürstenhaarmaus
Die Weißbauch-Bürstenhaarmaus (Uranomys ruddi) ist eine Nagetierart aus der Gruppe der Mäuseartigen (Muroidea).
Der Artzusatz im wissenschaftlichen Namen ehrt den britischen Unternehmer Charles Rudd.
Weißbauch-Bürstenhaarmäuse erreichen eine Kopfrumpflänge von 8 bis 13 Zentimetern, der Schwanz ist mit 5 bis 8 Zentimetern relativ kurz. Das Gewicht beträgt 41 bis 53 Gramm. Die Haare am Rücken sind lang und borstig, was einen stacheligen Eindruck erweckt. Das Fell ist am Rücken rotbraun bis rotgrau gefärbt, der Bauch ist weiß oder hellgrau. Der dunkle Schwanz ist spärlich mit kurzen Haaren bedeckt.
Diese Nagetiere sind im mittleren Afrika beheimatet. Ihr Verbreitungsgebiet erstreckt sich vom Senegal bis in das südliche Äthiopien und südwärts bis Simbabwe und Mosambik. Ihr Lebensraum sind feuchte Savannen und Grasländer, Wälder meiden sie. Sie sind nachtaktiv und errichten Erdbaue, in denen sie ein mit Gräsern gepolstertes Nest anlegen. Jeder Bau wird von zwei ausgewachsenen Tieren bewohnt. Die Nahrung dieser Tiere besteht vorwiegend aus Insekten.
Die Weißbauch-Bürstenhaarmaus ist weit verbreitet, es sind keine größeren Bedrohungen bekannt, die IUCN listet sie als „nicht gefährdet“ (least concern).